# Heliconia pastazae
Heliconia pastazae är en enhjärtbladig växtart som beskrevs av Bengt Lennart Andersson. Heliconia pastazae ingår i släktet Heliconia och familjen Heliconiaceae. Inga underarter finns listade.